# Coral Springs
Coral Springs est une ville américaine située dans le comté de Broward dans le sud-est de la Floride à une trentaine de kilomètres au nord de Fort Lauderdale. La population de la ville était estimée en 2010 à 121 096 habitants.

## Histoire
Le site où est implantée la ville a longtemps été un marais et appartenait à Henry Lyons. Après plusieurs inondations, la Floride décida en 1947 de créer un organisme chargé de drainer une partie des Everglades. Les terres de Lyons se transformèrent en terres arables. Le boom immobilier de la région amena des compagnies immobilières comme Coral Ridge Properties à planifier et à construire en 1964 la ville de Coral Springs qui tire son nom de cette compagnie. Depuis la population a fortement augmenté.

## Géographie
La ville est située au sud-est de la Floride. Les villes voisines sont Parkland, Coconut Creek, Margate, North Lauderdale, et Tamarac. À l'ouest de la ville se trouvent les Everglades.

## Climat
Les mois les plus pluvieux sont les mois d'avril à Novembre alors que les mois les plus secs sont les mois de janvier et février. La saison des ouragans est de juin à novembre. Le plus grand ouragan à avoir frappé la ville fut Wilma en 2005 qui détruisit un tiers des arbres de la ville.

## Démographie
| 1970  | 1980   | 1990   | 2000    | 2010    | - |
| ----- | ------ | ------ | ------- | ------- | - |
| 1 489 | 37 349 | 79 443 | 117 549 | 121 096 | - |

## Personnalités liées à la ville
- New Found Glory, groupe de punk originaire de la ville.
- Walter Dix, athlète américain.